# Pure elements
『pure elements』（ピュア・エレメンツ）は、RO-KYU-BU!の1枚目のアルバム。2011年10月5日にワーナー・ホーム・ビデオから発売された。

## 概要
テレビアニメ『ロウきゅーぶ!』のメインキャスト5人で結成した声優ユニットによるアルバム。テレビアニメの主題歌で、2011年8月28日に出演した『Animelo Summer Live 2011 -rainbow-』でも披露したシングル収録曲含む全10曲。「ギンギラ☆エール」はPSP専用ソフト『ロウきゅーぶ!』オープニングテーマ。

## 批評
CDジャーナルは「パンキッシュなロックンロール・ギターで始まる「ギンギラ☆エール」から高速アップ・チューンの「RO-KYU-BU!」まで、5人が表情豊かに歌っている」と評した 。

## 収録曲
1. ギンギラ☆エール
作詞：くまのきよみ、作曲・編曲：AKIRASTAR
PSP専用ゲームソフト『ロウきゅーぶ!』オープニングテーマ
2. SHOOT!
作詞：KOTOKO、作曲・編曲：八木沼悟志
テレビアニメ『ロウきゅーぶ!』オープニングテーマ
3. フリースローなLOVEにしてくれっ
歌：RO-KYU-BU!（花澤香菜、井口裕香、日笠陽子）
作詞：くまのきよみ、作曲・編曲：kz
4. ね、コンビニでアイス買ってこ。
歌：RO-KYU-BU!（日高里菜、小倉唯）
作詞：くまのきよみ、作曲：一色真実、編曲：渡辺剛
5. ギャオす!!!!!
作詞：くまのきよみ 作曲・編曲：渡辺剛
6. だいすき♥コネクション（日高里菜、小倉唯）
作詞：うらん、作曲・編曲 大久保薫
7. 空想ドラマチックガール
歌：RO-KYU-BU!（花澤香菜、井口裕香、日笠陽子）
作詞：うらん、作曲・編曲：AKIRASTAR
8. Party Love〜おっきくなりたい～〜 (Album ver.)
作詞・作曲：桃井はるこ、編曲：渡辺剛
テレビアニメ『ロウきゅーぶ!』エンディングテーマ
9. You&I
作詞：くまのきよみ、作曲：八木沼悟志、編曲：斎藤真也
10. RO-KYU-BU!
作詞：くまのきよみ、作曲・編曲：AKIRASTAR